# Горячев Сергій Володимирович
Сергій Володимирович Горячев (рос. Сергей Владимирович Горячев; 22 жовтня 1970, Ожерельє, РРФСР — 12 червня 2023, Запорізька область, Україна) — російський воєначальник, генерал-майор ЗС РФ, начальник штабу 35-ї загальновійськової армії (2023). Командир 5-ї окремої танкової бригади (2022), 201-ї російської військової бази у Таджикистані (2018—2022).
Убитий ракетним ударом в ході російського вторгнення в Україну.

## Біографія
Сергій Володимирович Горячов народився 1970 року у місті Ожерельє Московської області.
У 1994 році він закінчив Рязанське вище повітрянодесантне командне училище. Був командиром розвідувального взводу, потім — помічником начальника розвідки полку, згодом служив заступником командира розвідувальної роти.
2008 року закінчив Загальновійськову академію Збройних сил Російської Федерації. Після цього став командиром розвідувальної роти, згодом — командиром парашутно-десантного батальйону.
З 2011 по 2013 був заступником командира окремої мотострілецької бригади загальновійськової армії Західного військового округу. У березні 2013 року був призначений начальником оперативної групи російських військ у Придністров'ї.
З 14 листопада 2018 — командир 201-ї російської військової бази у Таджикистані. 21 листопада був представлений особовому складу. 12 вересня 2021 року Сергій Горячов нагородив танкістів 201-ї бази відомчими медалями.

### Російське вторгнення в Україну 2022 року
У січні-лютому 2022 року полковника Сергія Горячова на 201-й російській військовій базі змінив полковник Євген Ковилін.
На початку російського вторгнення на територію України Горячов був командиром 5-ї окремої танкової бригади, а під час війни дослужився до посади начальника штабу 35-ї загальновійськової армії.
12 червня 2023 року ракетним ударом Збройних сил України була знищена база ЗС РФ, склади і штаб 35-ї загальновійськової армії на Арабатській косі у місті Приморськ. Внаслідок вибуху загинули і були поранені понад 20 офіцерів. Серед загиблих був Горячев.
18 червня 2023 року Церемонії прощання відбулася в Будинку офіцерів на Ливарному проспекті. Поховали на Смоленському кладовищі в Санкт-Петербурзі.

## Нагороди
- Орден Мужності (2005)[4].
- Орден «За військові заслуги» (2008)[4].
- Орден «За заслуги перед Вітчизною»[3].